# Reed Scowen
Reed Scowen (13 juin 1931 à Sherbrooke - 28 mai 2020 à Toronto) est un homme politique québécois, un ancien député libéral à l'Assemblée nationale du Québec et a été délégué général du Québec à New York.

## Biographie

### Formation et début de carrière
Reed Scowen a fait ses études à l'université Bishop avant de compléter, en 1956, une maîtrise en administration à la prestigieuse université Harvard.
Ayant occupé plusieurs postes dans le domaine économique, notamment comme conseiller spécial de Guy Saint-Pierre alors qu'il était ministre de l'Industrie et du Commerce, il est nommé à la Commission sur l'unité canadienne (Commission Pépin-Robarts) de 1977 à 1978.

### Vie politique
En 1978, Bryce Stuart Mackasey démissionne de son poste de député de Notre-Dame-de-Grâce, afin de se présenter, sans succès, à une élection fédérale partielle dans Ottawa-Centre avec le Parti libéral du Canada. Reed Scowen décide alors de se présenter dans cette circonscription lors de l'élection partielle du 5 juillet. Dans cette circonscription traditionnellement libérale, il remportera facilement la victoire avec 7 814 sur son plus proche rival, l'indépendant David De Jong.
Reed Scowen sera réélu à l'élection de 1981 et de 1985. Le 13 décembre 1985, le premier ministre de l'époque, Robert Bourassa le choisit pour être son adjoint parlementaire. Il occupera ce poste jusqu'à sa démission le 17 juin 1987.

### Après la politique
Après sa démission, Reed Scowen continuera d'œuvrer pour le gouvernement du Québec. Il occupera les postes de délégué général du Québec à Londres de 1987 à 1991 et de délégué général du Québec à New York de 1992 à 1995
Il sera, pendant un an, président du conseil d'administration du groupe de défense de la langue anglaise, Alliance Québec.

## Positionnement politique
Reed Scowen est considéré comme une personnalité fédéraliste. Il a toutefois publié, en 1999, un ouvrage dans lequel il vante les mérites d'un Canada où le Québec serait absent. Selon lui, les aspirations du Canada anglais ne seront atteintes que lorsque le Québec pourrait cesser d'être une province.
Lors de son troisième mandat de député, il présidera le groupe de travail sur la dérèglementation. Le rapport de ce groupe recommandera un changement radical dans la façon de voir la règlementation au Québec (réformer le régime de santé et sécurité au travail, limiter la portée de la loi anti-briseurs de grève, déréglementer l'industrie de la construction et celle du camionnage, etc.).
Reed Scowen a pris position en faveur du bilinguisme de la ville de Montréal

## Publications
- Réflexions sur l'avenir de la langue anglaise au Québec  (1979)
- A Different Vision: the English in Quebec in the 1990s (1991)
- Le temps des adieux — Plaidoyer pour un Canada sans le Québec, V.l.B. (1999).  (ISBN 2-89005-720-8)